# Dirck Barendsz

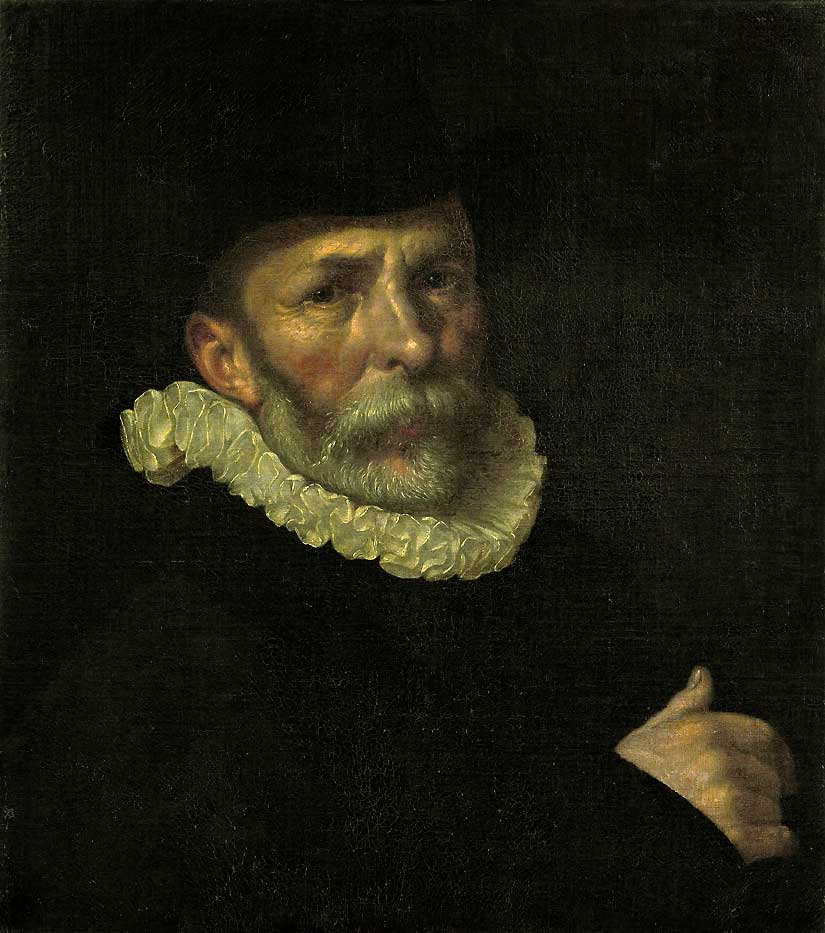
Dirck Barendsz, porträtiert von Cornelis Ketel

Dirck Barendsz, auch Dirck Barentsz (* 1534 in Amsterdam; † 1592 ebenda) war ein niederländischer Maler.

## Biografisches
Dirck Barendsz wurde 1534 in Amsterdam geboren. Er verbrachte einige Jahre in der Werkstatt von Tizian in Venedig. Ab 1561 lebte er wieder sich in seiner Heimatstadt Amsterdam, wo er im Jahr 1592 starb.

## Werke (Auswahl)
Barendsz schuf überwiegend manieristische Bilder.

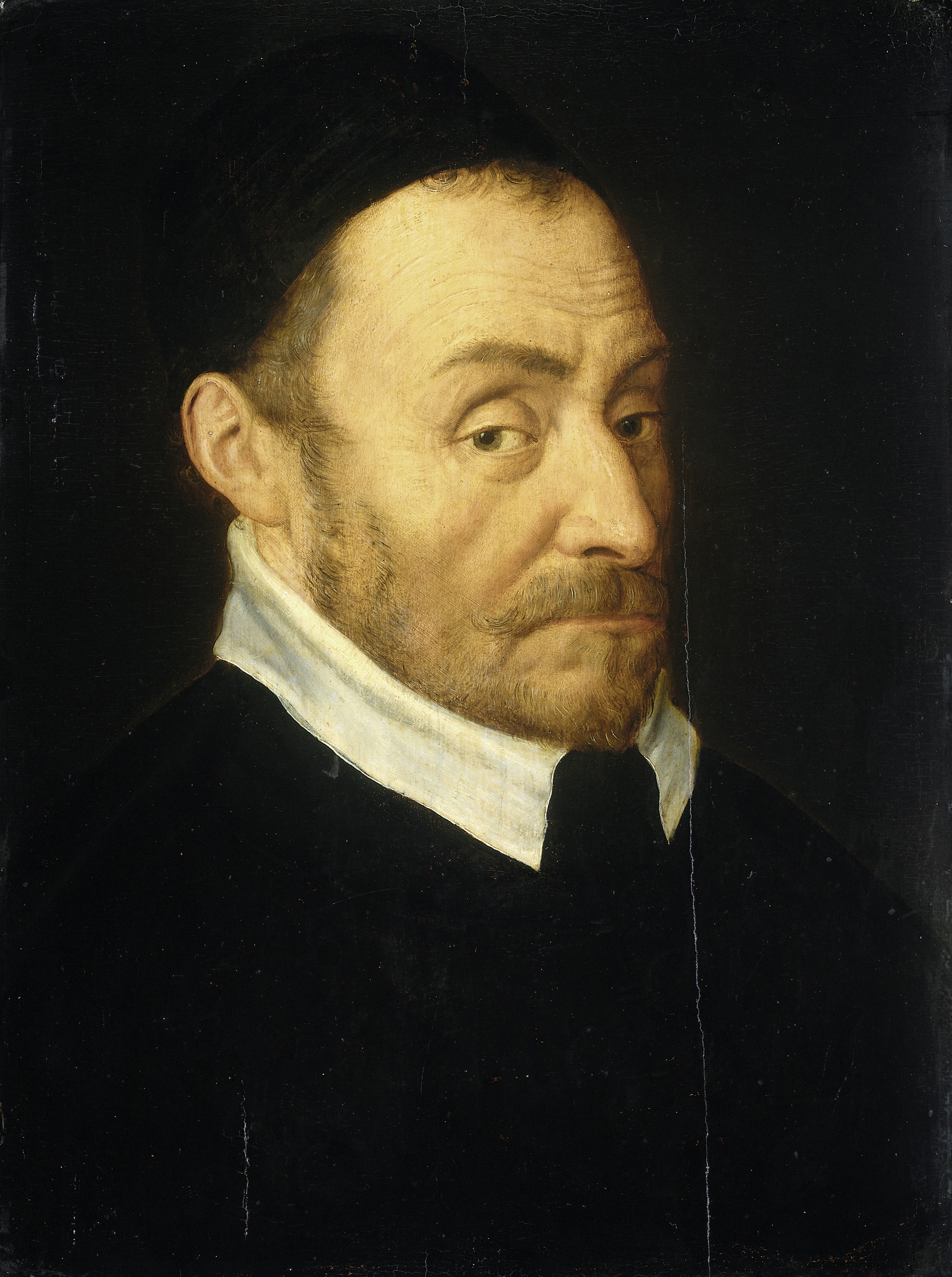
William der Schweiger
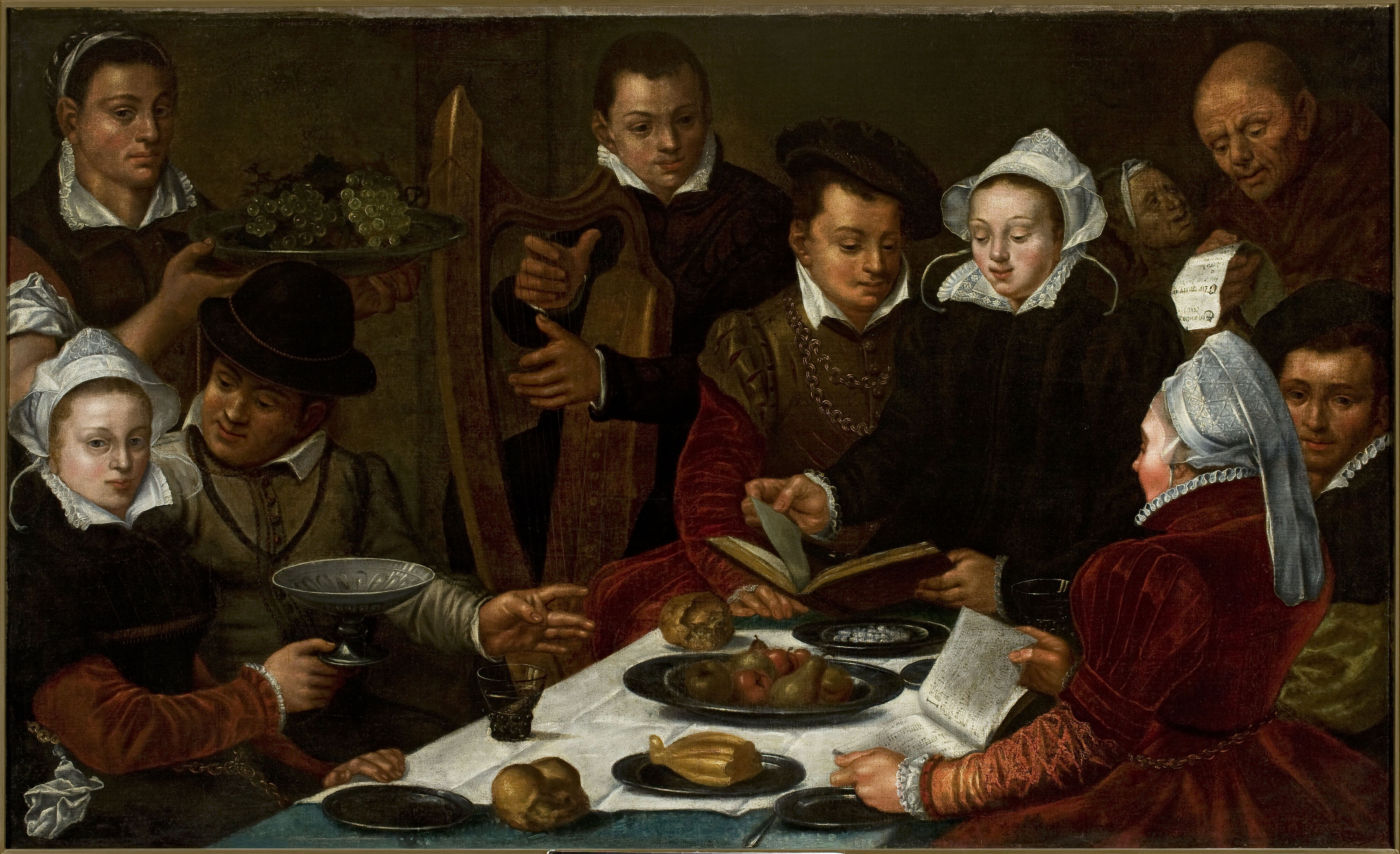
Gesellschaft am Tisch
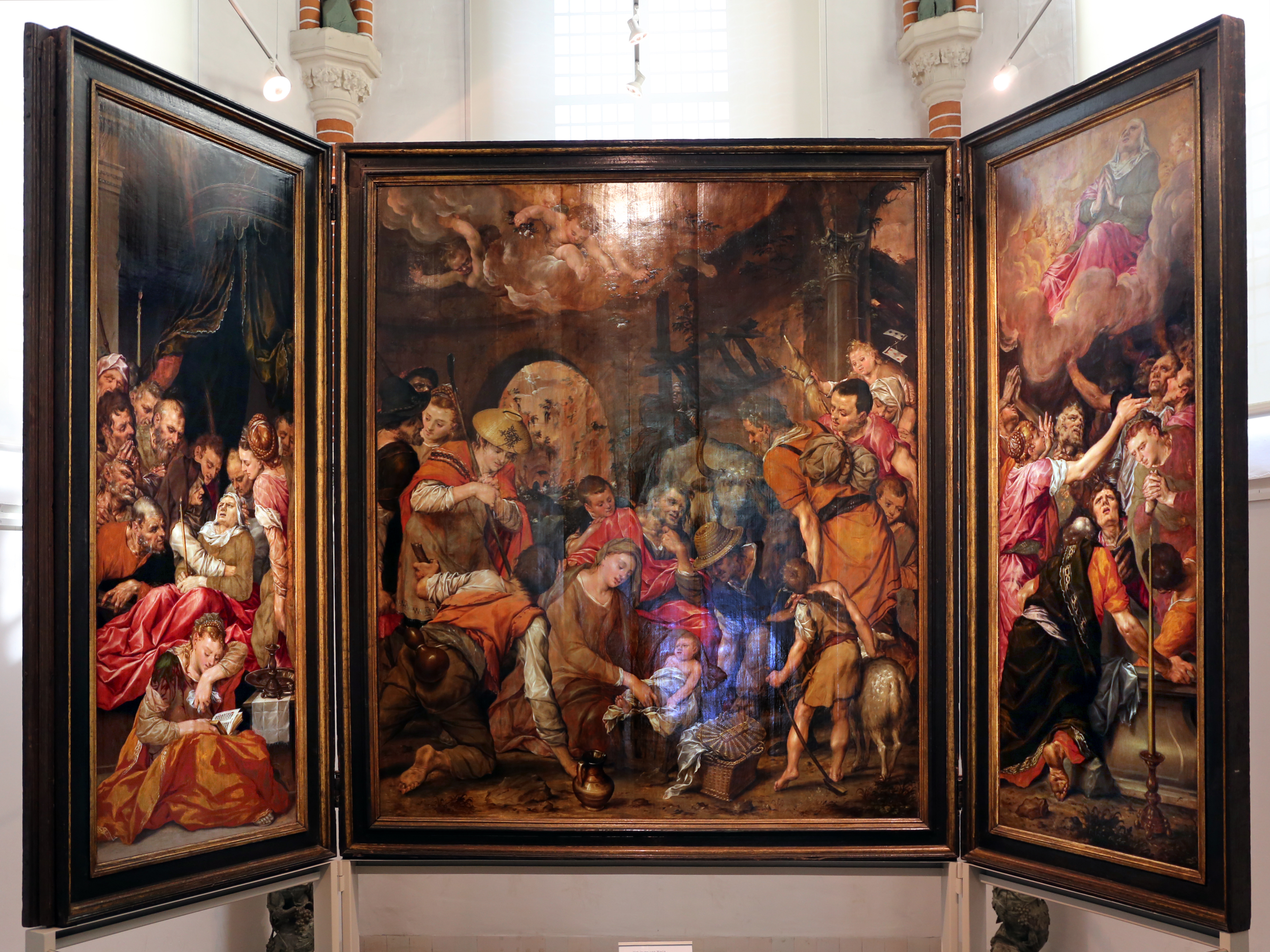
Marienaltar
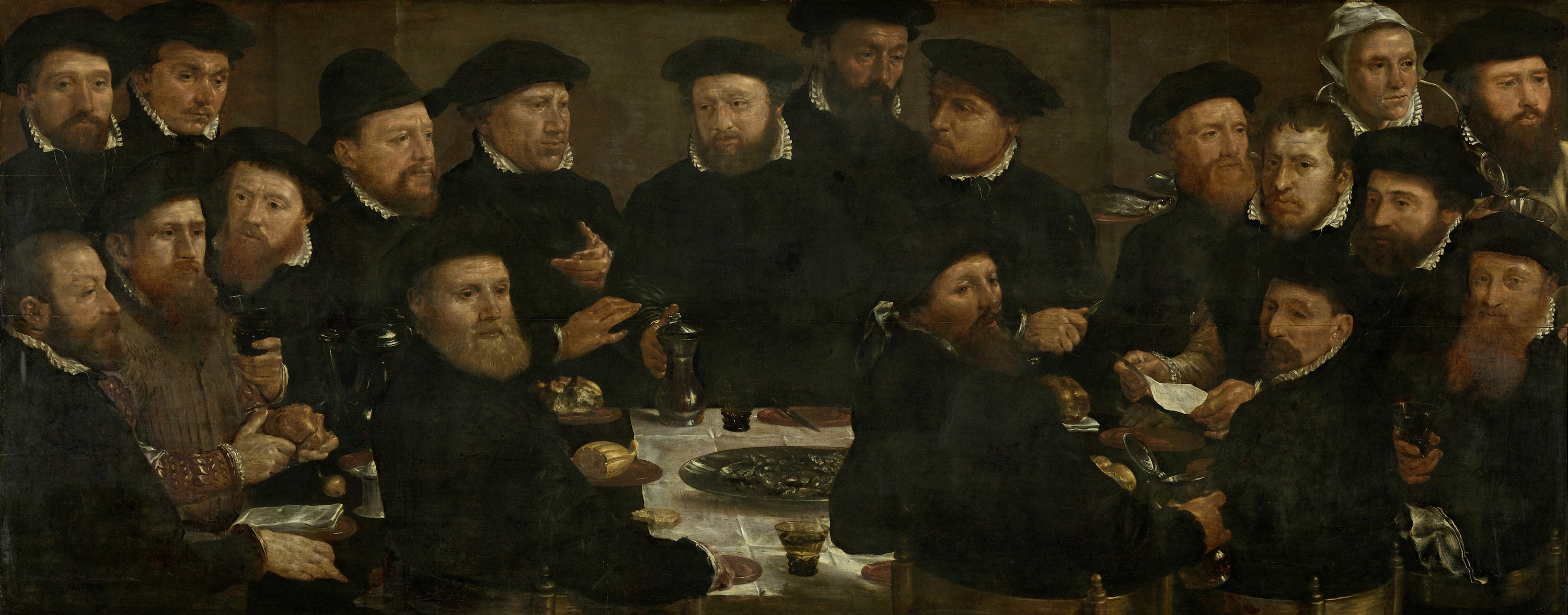
Mahlzeit der Amsterdamer Miliz
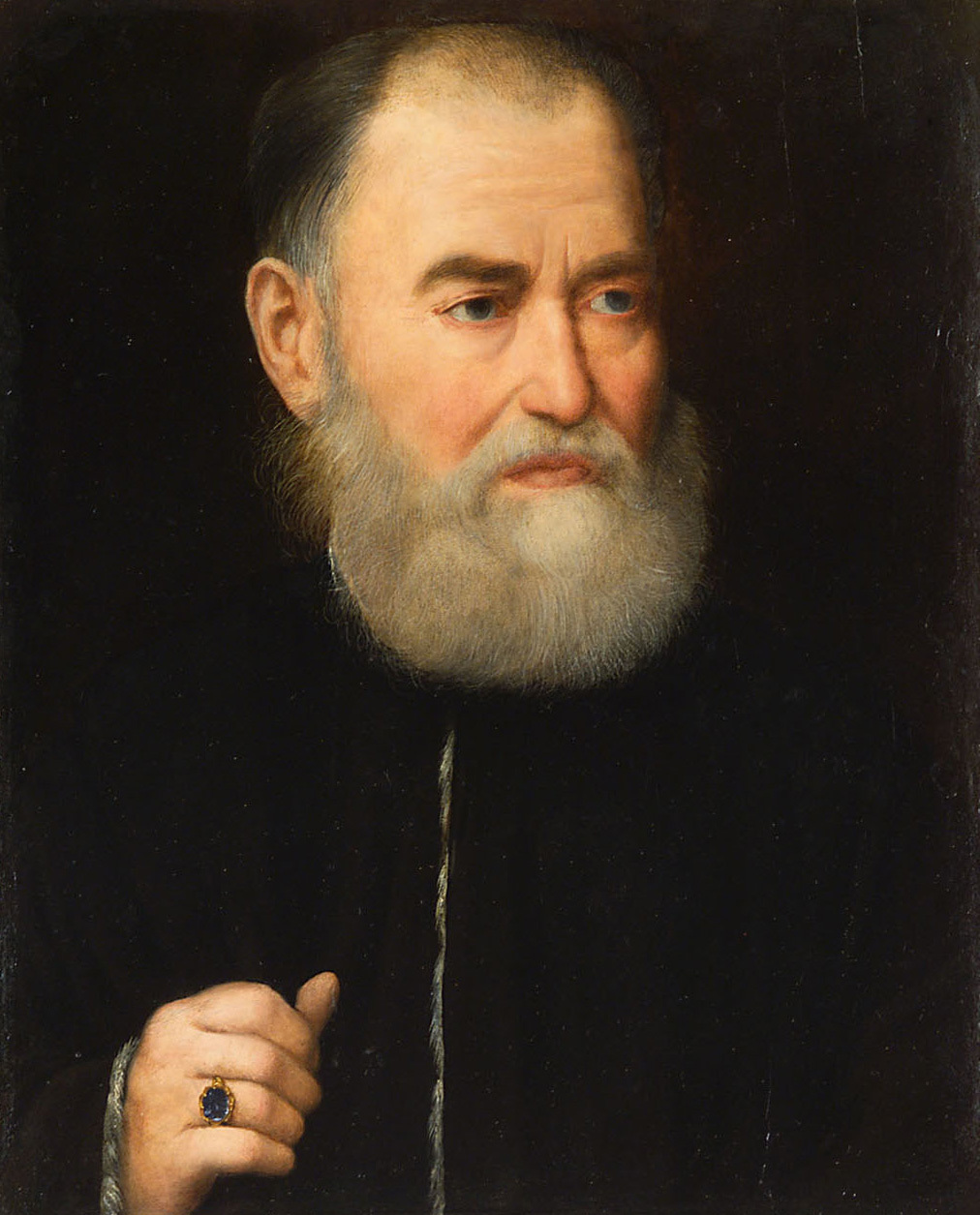
Bildnis eines älteren Mannes

Seine Werke sind unter anderem im Rijksmuseum in Amsterdam ausgestellt.